# Lanson
Lanson is een in 1760 opgericht champagnehuis en het vierde oudste champagnehuis. Sinds 1848 is het bedrijf gevestigd in Reims, departement Marne (regio Grand Est) in Frankrijk. Het is nu gelegen aan de Rue de Courlancy. Het bedrijf is sinds 2006 eigendom van de groep Lanson-BCC.
Door zijn internationale aanwezigheid in meer dan 80 landen, zijn verkoopvolume en zijn reputatie is het huis Lanson een van de champagnehuizen. Jaarlijks worden er bijna vijf miljoen flessen champagne geproduceerd. Het huis staat erom bekend dat het geen malolactische gisting toepast en een aanzienlijk deel pinot noir en chardonnay gebruikt in zijn assemblages. Het huis is ook een van de weinige champagnehuizen die over een clos-wijngaard beschikt. De cuvée de prestige van het huis is de Lanson Noble Cuvée (vintage).

## Naamgeving
Het bedrijf was in zijn geschiedenis gekend onder verschillende benamingen:
- 1760: François Delamotte, naar de naam van de oprichter,
- 1786: Delamotte Père et Fils,
- 1828: Louis Delamotte Père et Fils,
- 1837: Lanson et Cie, na een partnerschap van Nicolas-Louis Delamotte met Jean-Baptiste Lanson,
- ?: JB Lanson & Company, toen Nicolas-Louis Delamotte werd opgevolgd door Jean-Baptiste Lanson,[7]
- 1856: Lanson Père et Fils,
- 1994: Lanson International, na de verkoop aan Marne et Champagne, dat zichzelf hernoemde,
- 1996: Lanson International overgenomen door Boizel-Chanoine Champagne (BCC) groep,
- 2006: BCC omgedoopt tot Lanson-BCC groep.

## Logo

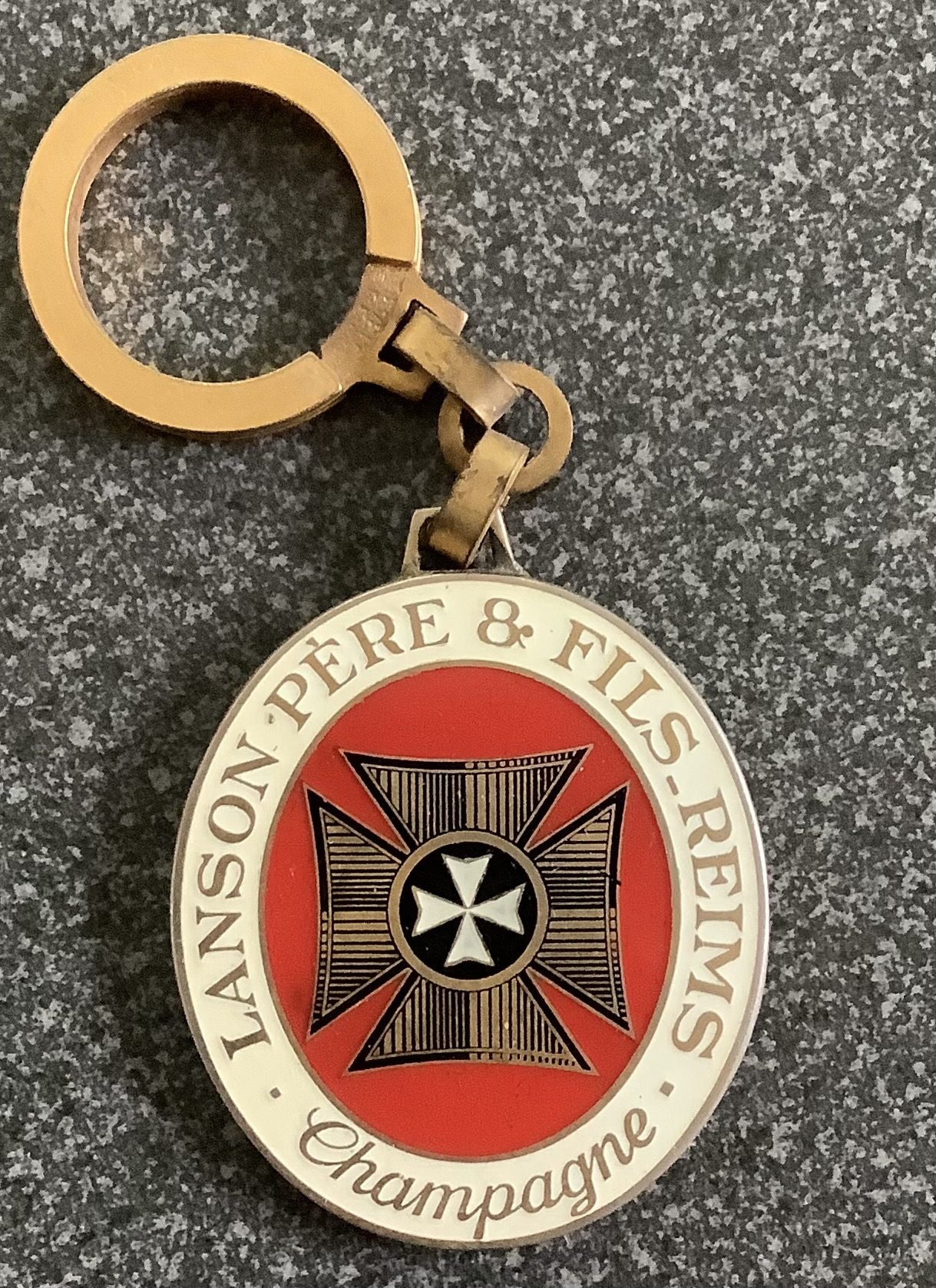
Sleutelhanger met het Maltezer kruis

Het Maltezer kruis heeft een historische betekenis aangezien het door Lanson gekozen werd ter ere van Nicolas-Louis Delamotte, de zoon van de oprichter, die lid was van de Orde van Malta. Het kruis heeft tevens een duidelijke symboliek, het vertegenwoordigt de waarden openheid, vriendelijkheid en gastvrijheid, die centraal staan in het merk Lanson. De verbondenheid van het merk met de Orde van Malta, inclusief de steun aan hun liefdadigheidswerk, benadrukt de betekenis van het kruis.
Het oorspronkelijke Maltezer kruis is herontworpen als Lansonkruis, maar behoudt zijn historische betekenis en symboliek.

## Geschiedenis
De geschiedenis van het huis gaat terug tot 1760 toen François Delamotte zijn gelijknamig champagnehuis stichtte. In 1837 traden twee zonen van Jean-Baptiste Lanson, Victor-Marie en Henri, toe tot het familiebedrijf, dat Lanson et Cie werd. Een boek over Reims en de regio uit 1846 vermeldde de belangrijkste champagnehuizen en vernoemde het huis Lanson Père et Fils, naast andere huizen zoals Krug en Pommery. De samenwerking met Jean-Baptiste Lanson leidde tot een naamswijziging van het huis en de nadruk op export, met name naar het Verenigd Koninkrijk. Lanson sloot een exclusief agentschapscontract met het bedrijf Percy Fox in Londen, dat een eeuw lang standhield en bijdroeg aan hun dominantie op de Britse markt.
In de periode van 1848 tot 1868 volgden Victor-Marie en Henri Lanson hun vader op aan het roer van Lanson Père et Fils en breidden de reputatie en de activiteiten van het familiebedrijf uit, dat verhuisde naar Boulevard du Temple 4 (nu Boulevard Lundy) in Reims. 
In de periode 1893 tot 1919 werd het huis Lanson Père et Fils onder curatele gesteld, geveild en gekocht door Henri-Marie Lanson, een van de vele neven van Léon en Ferdinand Lanson.

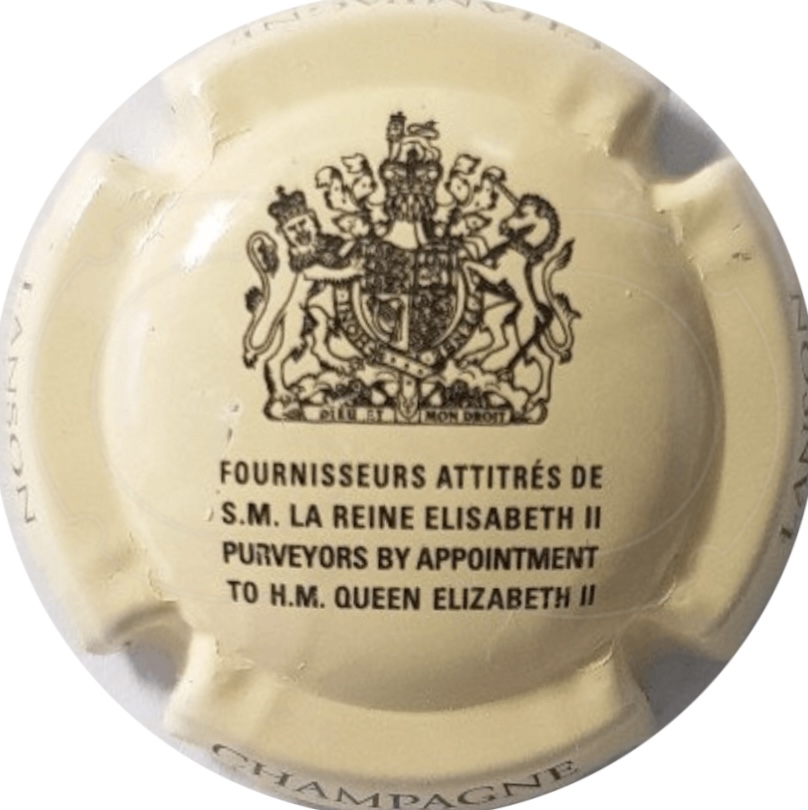
Capsule met verwijzing naar de erkenning als Britse hofleverancier (1900-2024)

Het bedrijf werd in 1900 hofleverancier van Koningin Victoria van het Verenigd Koninkrijk. Het huis Lanson is sindsdien Brits hofleverancier gebleven. Deze prestigieuze erkenning versterkte hun reputatie en droeg bij aan hun wereldwijde erkenning. Er volgde een periode van aanzienlijke commerciële expansie, grotendeels dankzij de nieuwe directeur die de wereld rondreisde om zijn wijnen te presenteren en te verkopen. De Eerste Wereldoorlog maakte echter een einde aan de successen die hieruit voortvloeiden. 
Zowel de Eerste als de Tweede Wereldoorlog verwoestten de Champagnestreek aangezien de wijngaarden veranderden in slagvelden. Tijdens de Eerste Wereldoorlog was de stad Reims een doelwit voor Duitse bombardementen, met vrijwel constante beschietingen van de kathedraal van Reims. Om de gemeenschap te steunen, opende Champagne Lanson de deuren naar haar ondergrondse kelders, waar veel stadsbewoners hun toevlucht zochten. Bedden, tafels en stoelen werden in de kelder geplaatst voor degenen die een toevluchtsoord zochten, en er werden tijdelijke scholen en kerken gebouwd om een schijn van leven boven de grond te behouden. Er vonden zelfs bruiloften plaats in de ondergrondse kerk, terwijl de kathedraal boven de grond verder werd verwoest. Tegenwoordig zijn veel wijnboeren die Champagne Lanson van druiven voorzien, afstammelingen van degenen die tijdens de oorlog in de kelders woonden.
Victor Lanson nam in 1928 het roer over. Hij had een aanzienlijke invloed op de geschiedenis van het huis en zou bekend worden als de 'grote ambassadeur van champagne'. In 1937 wilde hij de verkoop van droge wijn zonder jaargang bevorderen en besloot hij de blend Black Label te noemen, ter ere van de grootste markt van het huis, Groot-Brittannië. Hij was ook een van de eersten die roséchampagne ontwikkelde. 
Etienne Lanson, een van Victors zonen, kwam naast zijn vader bij het huis en nam uiteindelijk in 1967 de leiding over. Hij besloot de jaargangen in de kelders te bewaren om een unieke wijnbibliotheek te ontwikkelen, waarvan het huis tot op de dag van vandaag profiteert. In 1972 trad Jean-Paul Gandon in dienst en in 1986 werd hij hoofdwijnmaker, een functie die hij bijna dertig jaar lang bekleedde.
Vanaf 1984 maakte Lanson deel uit van grootschalige fusies: het Franse conglomeraat BSN (later Danone) nam in 1984 Lanson (en ook Pommery) over. Danone investeerde in modernisering van de gebouwen, kelders en cuverie. In december 1990 werd Lanson ingelijfd bij de luxe-groep LVMH, die kort daarna de wijngaarden uit het bedrijf haalde en het champagnehuis – zonder de wijngaarden – in 1991 weer doorverkocht aan een andere eigenaar. In 2006 fuseerde Lanson met de Boizel-Chanoine Champagne Group (BCC) tot de Lanson-BCC holding.
In 2010 werd Lanson de volgende grote champagneproducent die de dégorgementdatum op de achterkant van de etiketten vermeldde. In 2013 sloot Hervé Dantan zich aan bij het huis, waar hij samenwerkte met keldermeester Jean-Paul Gandon. In 2015, na twee jaar lang de geheimen van Lansons productie te hebben gedeeld en doorgegeven, nam hij de verantwoordelijkheid van keldermeester op zich en hield hij de afgelopen jaren toezicht op de verdere ontwikkeling van het huis.
In 2020 was het huis als meer dan 50 jaar hofleverancier van het prinsdom Monaco. Eind december 2024 besliste koning Charles III om de titel van Britse hofleverancier in te trekken. Dit betekent het einde van een periode van 125 jaar. In april 2025 lanceerde Lanson als een eerste de mogelijkheid voor verzamelaars om hun eigen privékelder met conciërgeservice te hebben, opgeslagen in de perfecte omstandigheden van het historische pand van het huis. Op 6 mei 2025 meldt het huis dat het 200.000 flessen met oude jaargangen vanaf 1904 restaureerde, een unieke collectie bewaard in de kelders van het huis en nu toegankelijk voor champagneverzamelaars.

## Champagnes

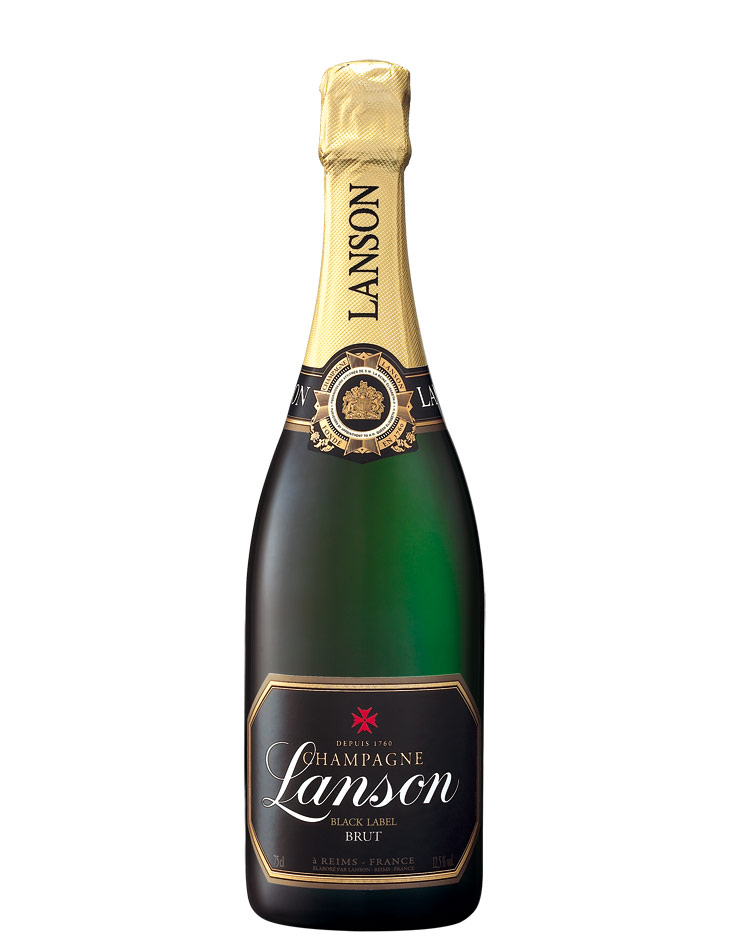
Black Label, nu hernoemd naar Le Black Création

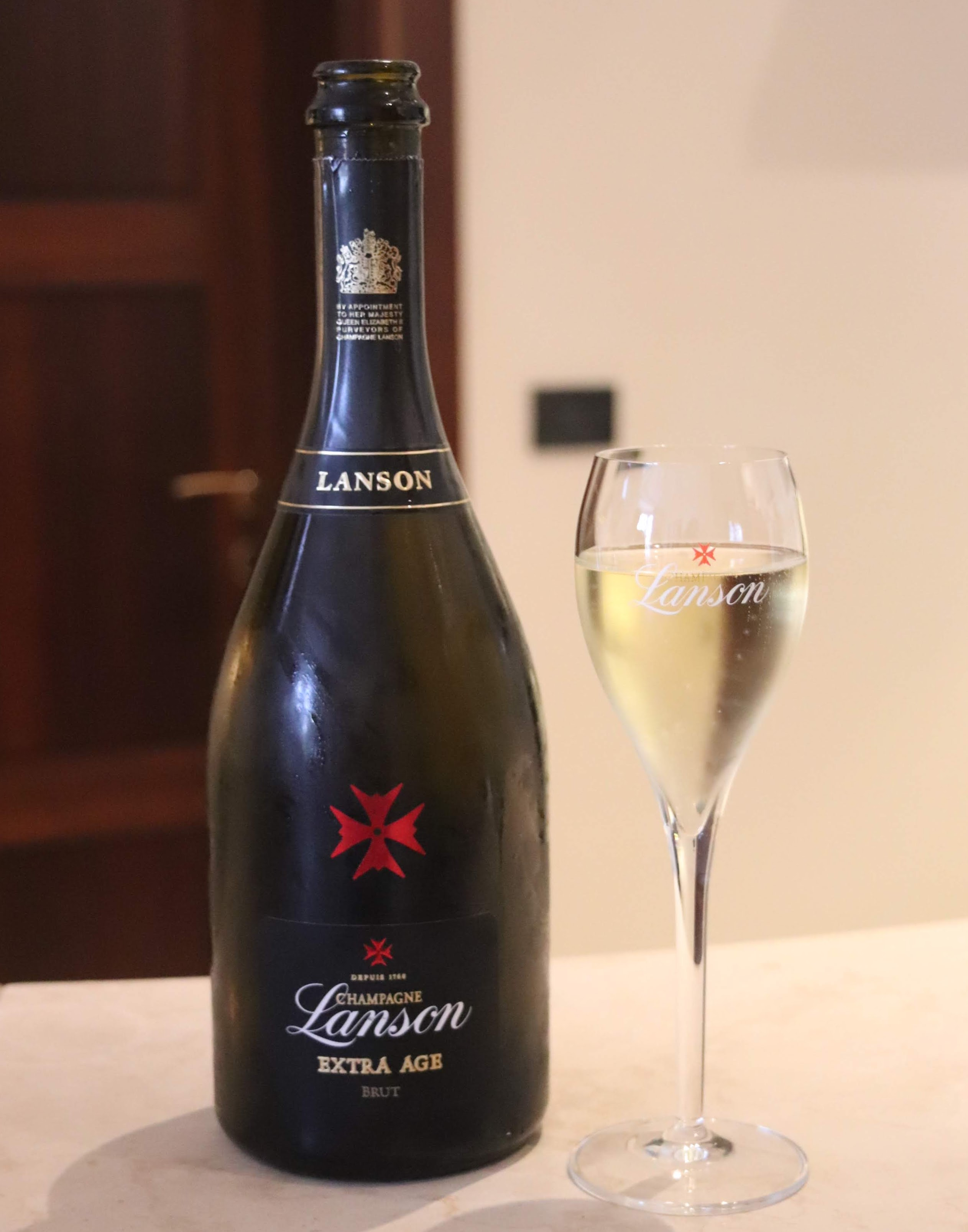
Fles Extra Age (vanaf 2010)

De huisstijl is een frisse fruitige champagne met veel pinot noir and chardonnay. Daarom mogen de jonge wijnen de tweede malolactische gisting niet ondergaan. Die in het voorjaar spontaan optredende melkzuur gisting wordt onmogelijk gemaakt door de jonge wijn te koelen.
- De Black Label is de Brut Sans Année en het visitekaartje van het huis. De druiven in deze assemblage uit 35% chardonnay, 50% pinot noir en 15% pinot meunier zijn afkomstig uit 50 tot 60 gemeenten in de Champagne. Om een constante kwaliteit te kunnen garanderen wordt de jonge wijn aangevuld met reserve uit de kelders van het huis. De wijn mocht drie jaar op gist rijpen voor de "prise de mousse".
- De Rosé Label is een roséchampagne. De wijn werd gemaakt van 32% chardonnay, 53% pinot noir en 15% pinot meunier uit 50 tot 60 gemeenten in de Champagne. Ook deze wijn mocht drie jaar op gist rijpen.
- De Ivory Label is een Demi-Sec, een zoete champagne. Het is in aanleg dezelfde wijn als de Black Label en de rosé maar de dosage suiker in de liqueur d'expédition is groter.
- De Vintage Gold Label is geassembleerd met wijnen uit de grand cru-gemeenten van de Champagne. Het gaat om 47% chardonnay uit de gemeenten Cramant en Le Mesnil-sur-Oger en 53% pinot noir uit de gemeenten Verzenay, Ay, Louvois en Verzy. De wijn mocht vijf jaar op gist rijpen
- De Extra Age-flessen werden uitgebracht om het 250-jarig bestaan van de firma te vieren. Er is een brut, een roséchampagne en een Blanc de Blancs. Lanson heeft voor deze jubileumserie grand crus en premier cru wijnen gebruikt en deze extra lang op gist laten rijpen.
- De Noble Cuvée Brut 2000 is een millésime van chardonnay uit de grand cru-gemeenten Avize en Oger in de Cote des Blancs en pinot noir uit Verzenay op de Montagne de Reims. De wijn, de cuvée de prestige van het huis, mocht 5 jaar rijpen.
- De Brut Rosé is een roséchampagne, gemaakt van 62% chardonnay uit Oger, Le Mesnil-sur-Oger, Cramant en Chouilly en 38% rode wijn van pinot noir uit Verzenay en Bouzy. De wijn is aangevuld met wijn uit de réserve in de kelders.
- De Blanc de Blancs 2000 is een millésime blanc de blancs van chardonnay uit de grand cru-gemeenten Avize en Cramant. De dosage is 10 gram suiker per liter.
- De Vintage werd in de goede wijnjaren 1976, 1979, 1983, 1985, 1988, 1989, 1990, 1995, 1996 en 1997 gemaakt. Deze brut champagnes zijn in steeds wisselende verhouding geassembleerd uit pinot noir en chardonnay van dat jaar. Zo gebruikte men in 1885 48% chardonnay en 52% pinot noir uit Cramant, Oger en Verzenay. In 1997 koos men voor 47% chardonnay en 53% pinot noir uit Avize, Cramant, Chouilly, Oger, Le Mesnil-sur-Oger, Verzenay, Verzy, Bouzy en Ay.
- De Pink Label is een millisimé roze champagne in een roze, met hartjes versierde fles.
- De Clos Lanson is een mono-cru clos-champagne die lek jaar geproduceerd wordt, , zoals dat logisch is voor een champagne van één enkele wijngaard.[18] De eerste millésimé was van het jaar 2016. Het gebruik van eikenhout heeft als doel om de expressie van Clos Lanson te versterken, niet zozeer om er een eikenhouten karakter aan te geven.[18] Het minimaal drie jaar oude eikenhout komt zowel uit Bourgondië als het lokale Champagnebos in Argonne. 'Vanwege de kwaliteit van het eikenhout, maar ook omdat de familie Lanson oorspronkelijk uit Argonne komt', legt keldermeester Dantan uit.[18]

Lanson herontwierp naar aanleiding van de 260ste verjaardag in 2020 zijn assortiment en biedt sindsdien een assortiment in drie secties:
- Vijf champagnes voor het kernassortiment die de huisstijl illustreren: le Black Label Brut, le Rosé, le White Label Sec, le Black Reserve en le Blanc de Blancs,
- Drie champagnes, Rare & Exceptional, die een specifiek terroir en de expertise van het huis uitdrukken: Green Label, Vintage 2009 en le Clos Lanson,
- Twee Cuvée de Prestige 100% Grands Crus die een uitzonderlijk jaar benadrukken: la Noble Cuvée Brut 2002 en la Noble Cuvée Blanc de Blancs 2002.

## Het domein

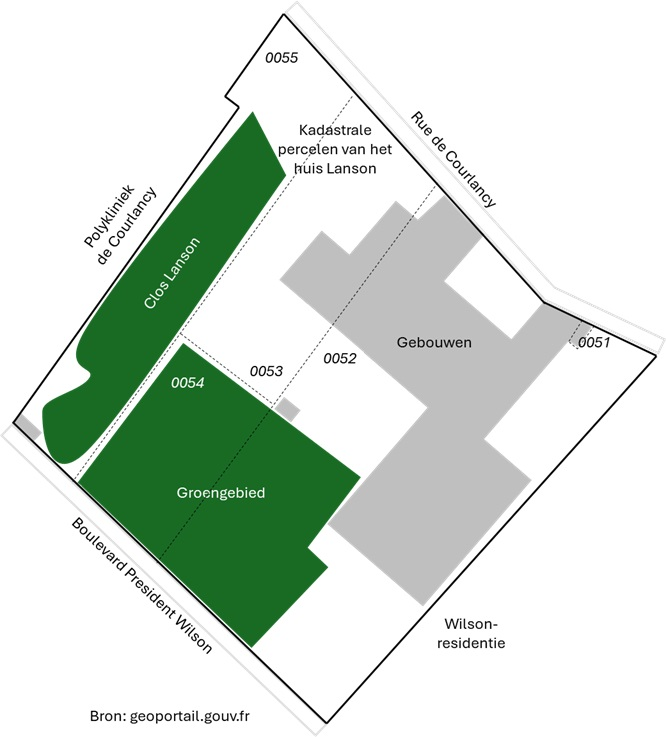
De gebouwen en de Clos Lanson aan de Rue de Courlancy 66

### Wijngaard
Het LVMH-conglomeraat behield, na de verkoop in 1991, de 210 hectare wijngaarden van het huis Lanson. Deze wijngaarden werden destijds beschouwd als de beste van alle grote wijnhuizen.
Lanson heeft nu een wijngaard van 57 of 125 hectaren en selecteert zijn druiven uit de beste champagnecrus. Meer dan 100 van de 319 crus in de Champagne worden gebruikt voor de productie. Lanson betrekt druiven van meer dan 500 hectare, verspreid over 60 dorpen. Het huis beschikt over vier ideaal gelegen persen voor druiven, met name in Verzenay, Dizy, Trépail (gelegen in de Montagne de Reims) en Loches-sur-Ource (in de Aube).
Respect voor het terroir is een prioriteit voor het huis, dat zich sinds 2010 inzet voor een meer ecologische wijnbouw. Het huis bezit het domein La Malmaison, een van de grootste champagnedomeinen op het gebied van biologische wijnbouw en Demeter-gecertificeerde biodynamische wijnbouw.

#### Clos Lanson

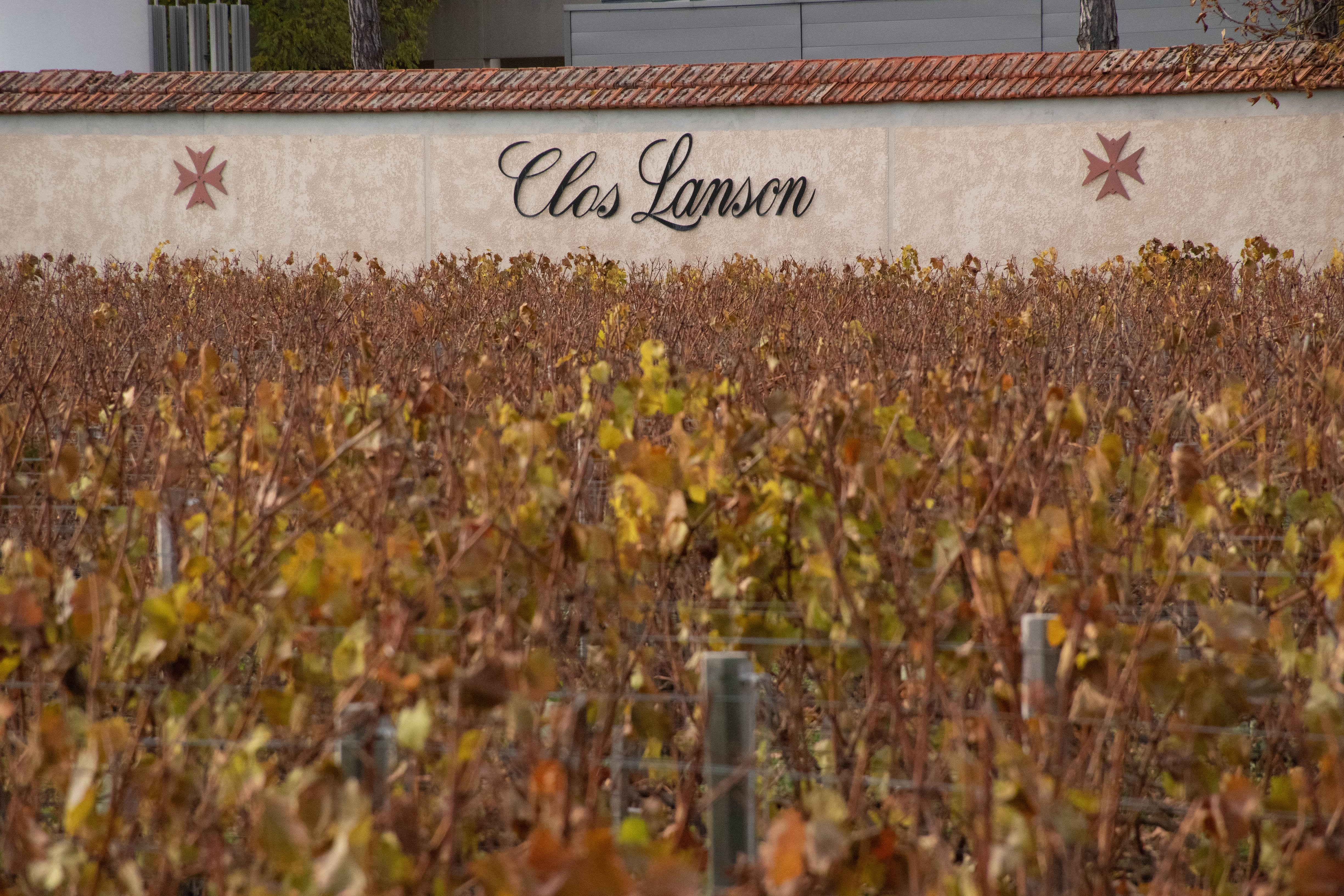
Clos Lanson in de herfst

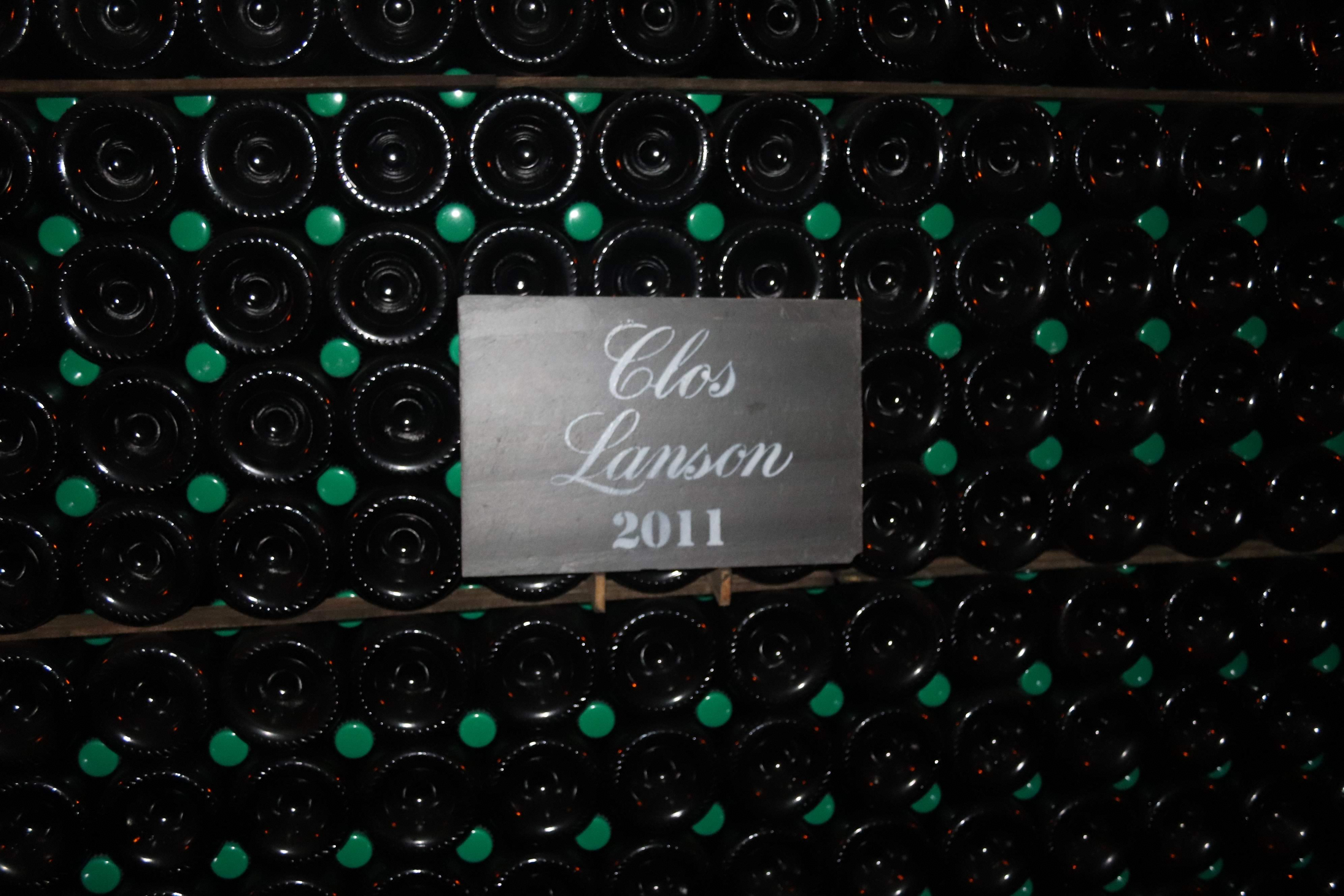
Flessen Clos Lanson 2011 sur lattes in de kelders

Het één hectare grote Clos Lanson, enkel beplant met Chardonnay, ligt op de heuvel van Courlancy naast het wijnhuis, met uitzicht op de kathedraal. De helft van het perceel werd aangeplant in 1961 en de andere helft in 1985, nadat de vorst in januari 1985 een deel van de wijngaard had verwoest. De productie schommelt tussen de 5.000 en 8.000 flessen en de oogst wordt door het personeel verzorgd.
De keldermeester Jean-Paul Gandon bezat documenten uit de 18e eeuw waarin melding werd gemaakt van een wijngaard van één hectare op deze locatie. De wijngaard behoorde toe aan families uit Reims die ongetwijfeld naar deze buitenwijken kwamen om te werken of te genieten van de frisse buitenlucht. Over het terrein is ook bekend dat het toebehoorde aan het wijnhuis Choubry Frères, dat bestond al in het eerste kwart van de 20e eeuw. In de tweede helft van de 20e eeuw werd het beheerd door Massé René et Fils en kwam het later in handen van Lanson Champagne. Na onderzoek in 2013 blijkt er niets meer over te blijven van de oorspronkelijke locatie.
In 2016, de 10e verjaardag van de overname van Lanson door Boizel Chanoine Champagne, vroeg directeur Philippe Baijot zich af waarom er geen aparte wijn van dit unieke perceel werd gemaakt. Hiermee ging keldermeester Jean-Paul Gandon datzelfde jaar nog aan de slag en begon met de creatie van een mono-cru clos-champagne.

### Gebouwen

#### Hoofdzetel
Het toegangsplein en de gebouwen aan rue de Courlancy 66 zijn historisch gezien die van het champagnehuis dat in 1886 door Binet Fils et Cie werd opgericht en rond 1925 door Lanson werd gekocht. Het geheel is een voorbeeld is van de klassieke architectuur uit de regio met 19e-eeuwse gevels, binnenplaatsen en productiefaciliteiten die op harmonieuze wijze zijn geïntegreerd met de historische infrastructuur. Het gebouw onderscheidt zich door de monumentale toegang die centraal in de voorgevel geplaatst is en waarbij afwisselend baksteen en gehouwen steen zijn gebruikt. Het pleisterwerk, het glas in de gevel en de synthetische materialen getuigen van recente restauraties aan de andere gebouwen. Op het toegangsplein staat een bronzen replica van het standbeeld de carabinier van Joseph Chinard; het orrspronkeliijke staat aan de Arc de Triomphe aan de Carrousel de Paris.

#### Villa Lanson
De Lanson-vestigingen werden tijdens het Tweede Franse Keizerrijk gevestigd aan de Boulevard Lundy 1. Ze werden in 1906 uitgebreid met de bouw van een nieuwe kelder, naar ontwerp van Reimse architect Abel Robert. De gebouwen, die tijdens de Eerste Wereldoorlog werden verwoest, werden rond 1920 herbouwd en huisvestten in 1988 nog steeds het champagnehuis, dat ook andere panden aan de Rue de Courlancy bezat. In 2012 bleken de industriële loods en een deel van de kantoren verwoest, waarna er woningen werden gebouwd. In de overgebleven kantoren van het gebouw dat 'Villa Lanson' wordt genoemd nam een makelaarskantoor zijn intrek en de kelder werd omgebouwd tot appartementen. 

### Kelders
De oenotheek van Lanson behoort tot de beste in de Champagne, zowel wat betreft de leeftijd van de jaargangen (die teruggaan tot 1904) als wat betreft de hoeveelheid (200.000 flessen). Om de wijnkelder te huisvesten, heeft Lanson drie kelders gecreëerd: één voor de erfgoedcollectie uit 1904 tot 1979 en twee andere gewijd aan de Lanson Vintage Collection, waarvan de jaargangen te koop zijn, van 1976 tot 2002. Een vierde, was eind 2023 nog in aanbouw, zal de Noble Champagne-edities herbergen.

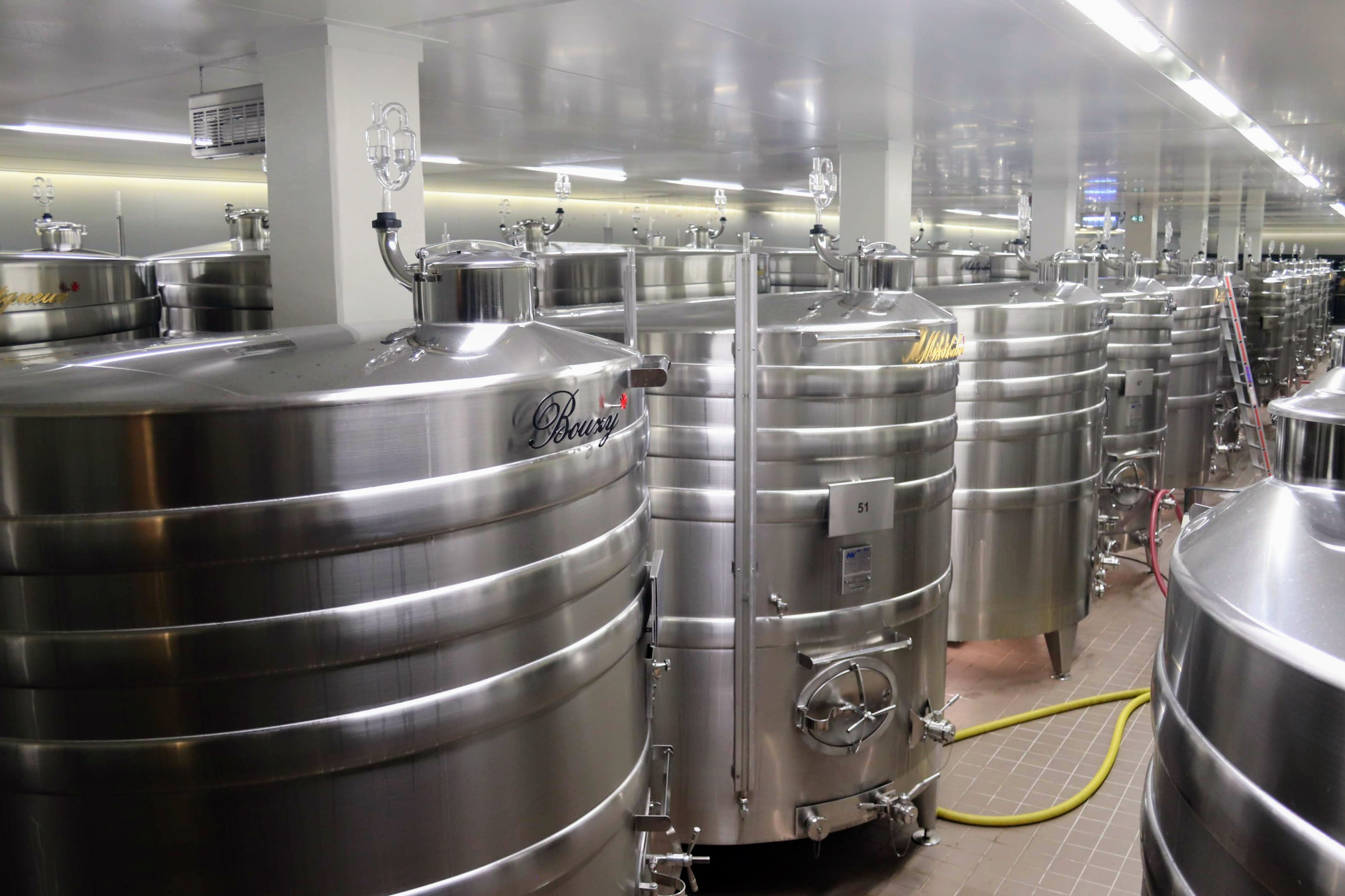
Inox vaten
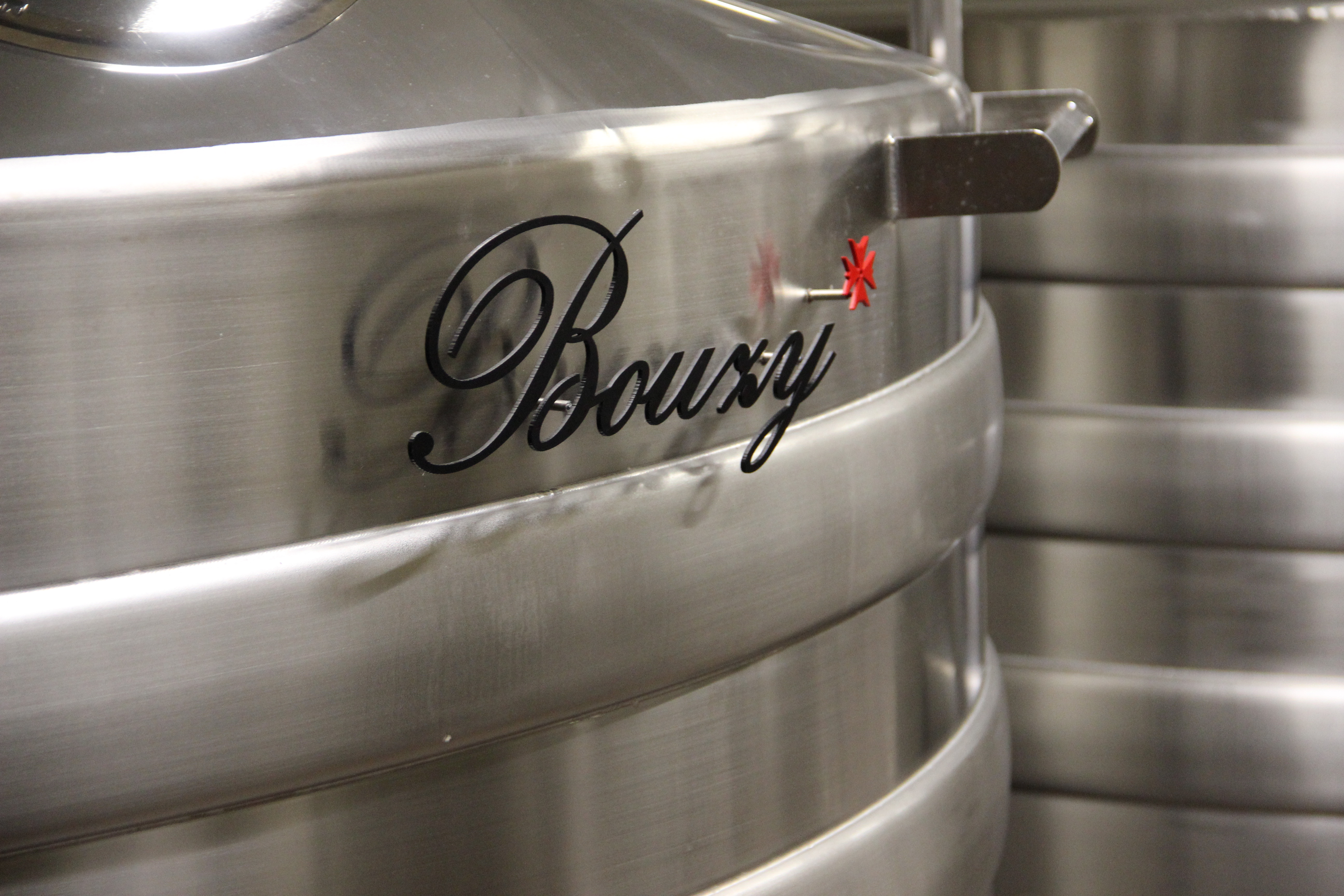
Inox vaten per gemeente, hier Bouzy
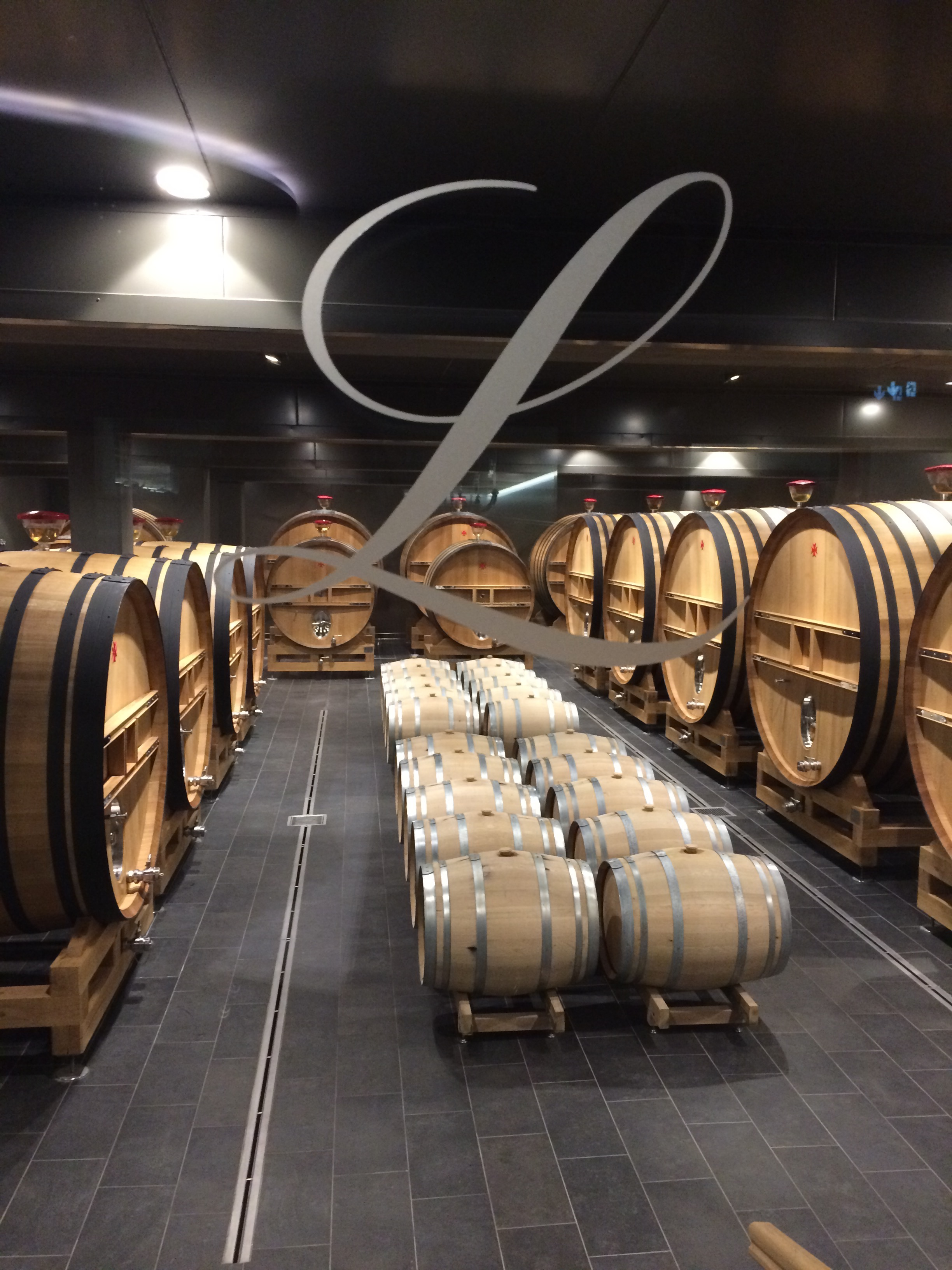
Eiken vaten
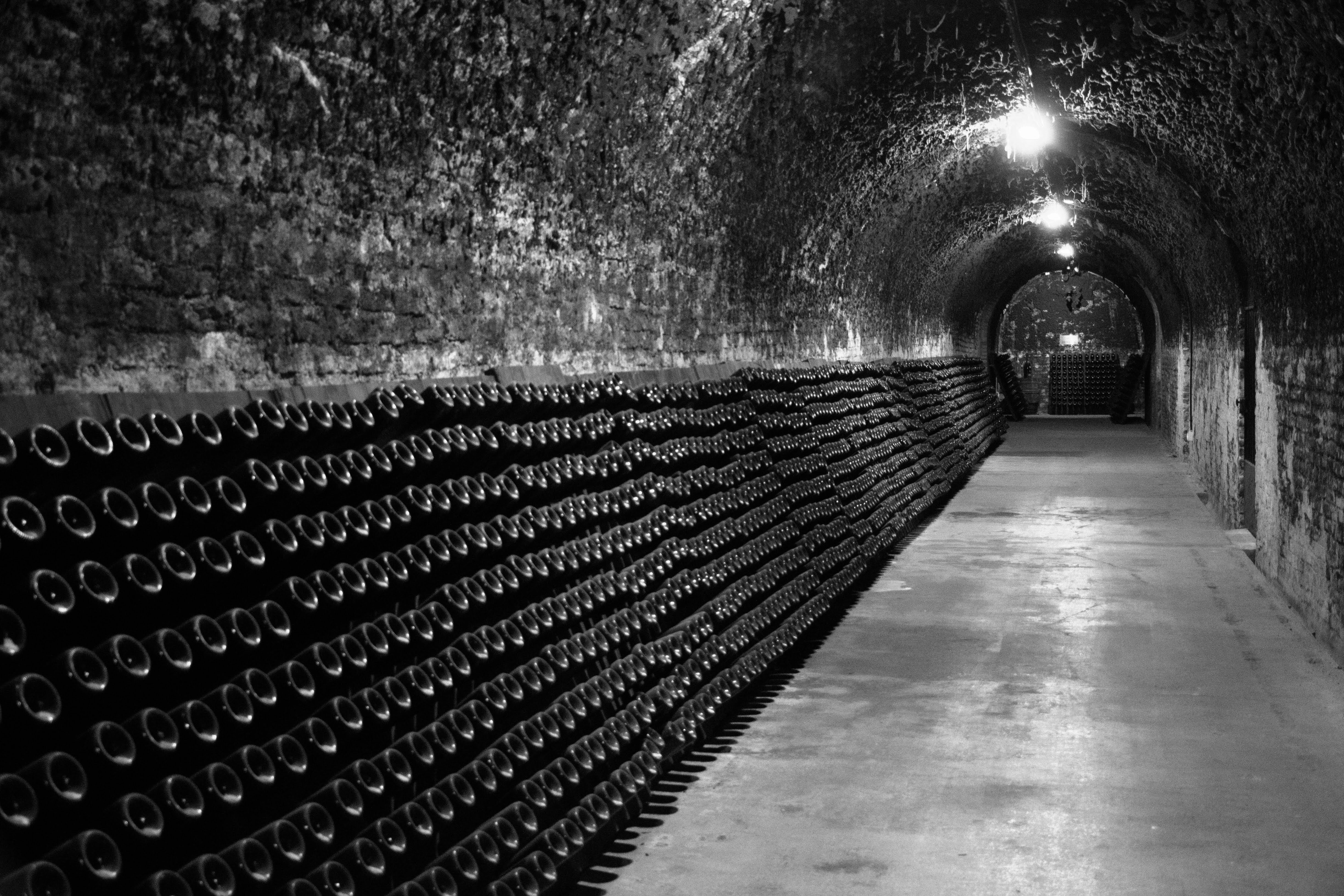
Keldergang
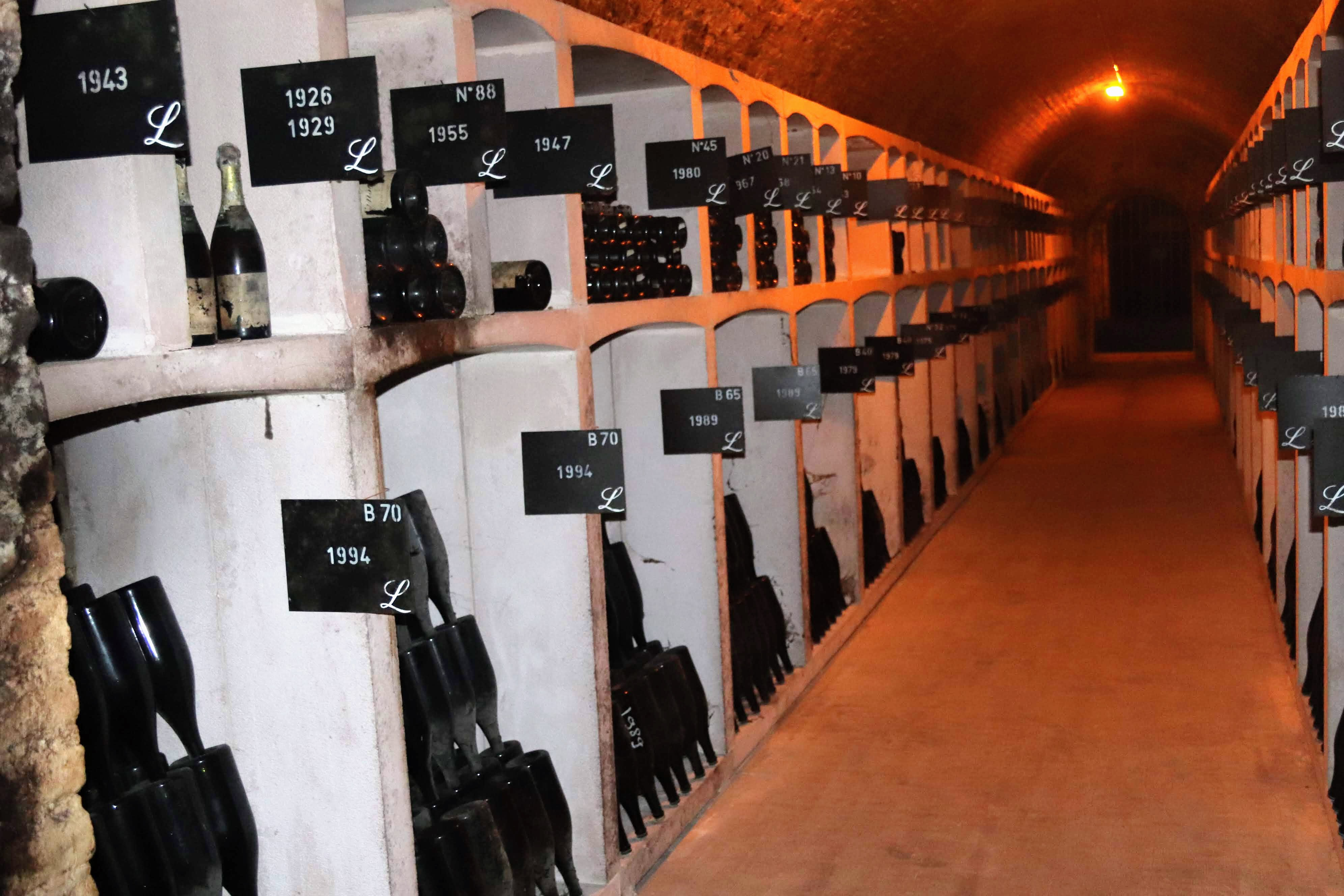
Oenotheek
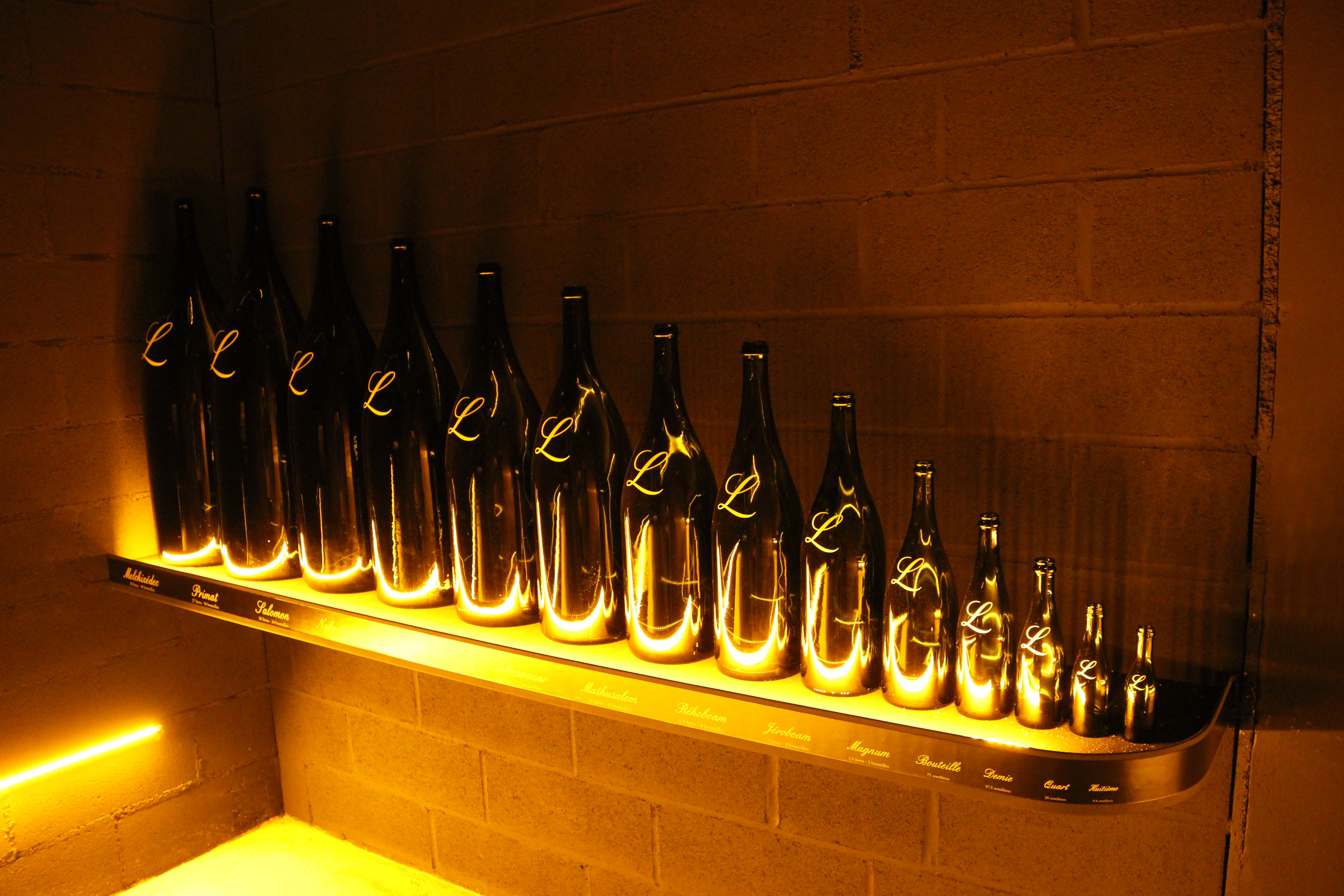
Reeks flessen in de kelder

## Sponsering
Enkele historische momenten werden gevierd met Champagne Lanson. Op 3 juli 1966 begeleidt Lanson de overwinning van de Australische coureur Jack Brabham (1926-2014), drievoudig Formule 1-wereldkampioen, met name in 1959, 1960 en 1966. In 1969 viert Sir Robin Knox-Johnston, de eerste zeiler die in 312 dagen een soloreis om de wereld voltooide, zijn prestatie bij Lanson. En op 11 juni 2000 viert Gustavo Kuerten op Roland Garros zijn overwinning met Lanson.

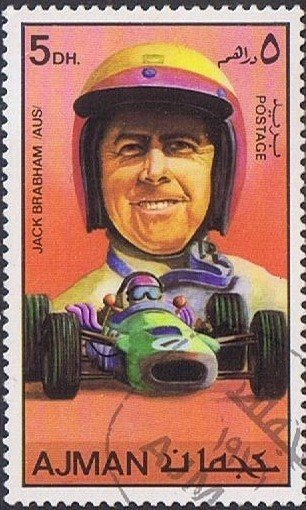
Postzegel met Sir Jack Brabham (1926-2014)
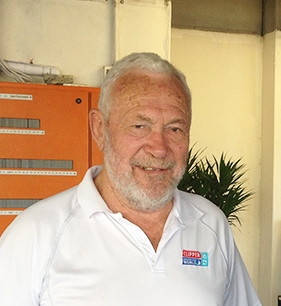
Solozeiler Sir Robin Knox-Johnston (2013)
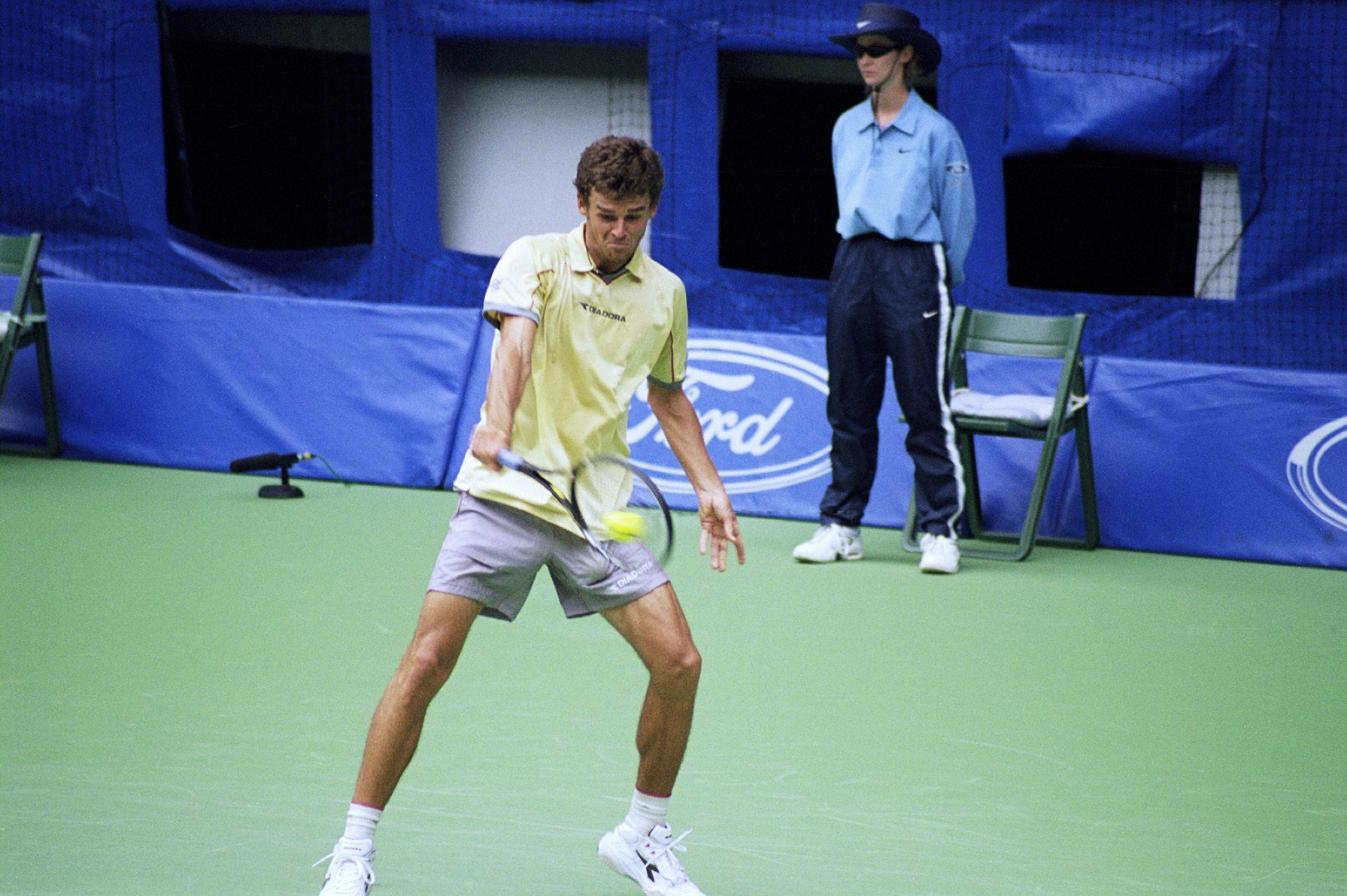
Gustavo Kuerten tijdens de Australian Open 2001

Het huis richt zijn sponsering de laatste jaren op drie evenementen, met name het Wimbledon-tennistoernooi in Londen, de Soirée Blanche in Reims en het muziekfestival So Frenchy So Chic in Australië.
Wimbledon The Championships, is het oudste tennistoernooi ter wereld, opgericht op 3 juli 1877 in de gelijknamige wijk van Londen, en een van de vier Grand Slams in het jaarlijkse professionele tenniscircuit. Lanson levert al sinds 1977 aan dit prestigieuze toernooi en werd in 2001 de officiële champagnepartner. De sponsering is gebaseerd op gedeelde waarden van nederigheid en elegantie. 
In de prachtige tuinen van Domaine Les Crayères komen zo'n 3.500 mensen samen om de terugkeer van het mooie weer te vieren met een chique picknick, samengesteld door chef-kok Christophe Moret, gecombineerd met verschillend cuvées van het huis Lanson.
So Frenchy So Chic is een Australisch muziekfestival dat levensstijl, gastronomie en de Franse levenskunst combineert. Jaarlijks komen zo'n 10.000 mensen samen in Melbourne en/of Sydney om artiesten uit de Franse muziekscene en Franse chef-koks te ontdekken. Sinds 2021 is Lanson de hoofdpartner en officiële champagneleverancier van het evenement.